# Gjerasim Qiriazi

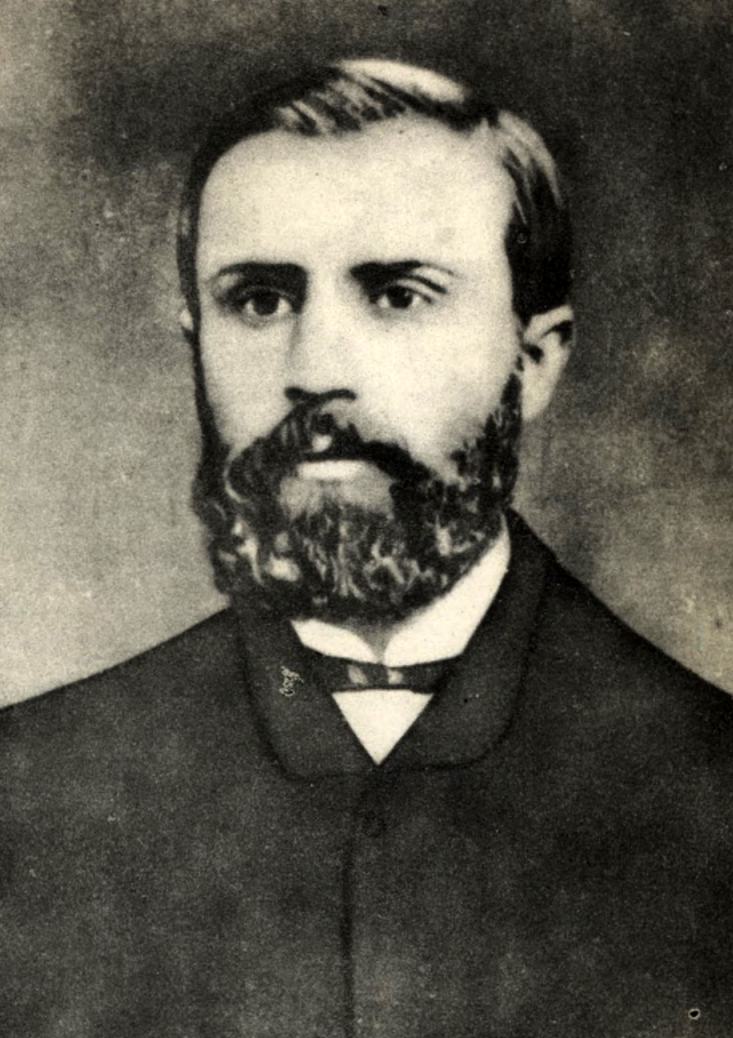
Gjerasim Qiriazi

Gjerasim Qiriazi (* 8. Oktober 1858 in Bitola, Osmanisches Reich, im heutigen Nordmazedonien; † 2. Januar 1894 ebenda) war ein albanischer Pädagoge, Schriftsteller und protestantischer Prediger. Er zählt zu den wichtigsten kulturellen Persönlichkeiten Albaniens sowie der albanischen Nationalbewegung Rilindja im 19. Jahrhundert.

## Leben
Gjerasim Qiriazi wuchs in einer albanischen Familie in Manastir auf, dem heutigen Bitola in der Republik Nordmazedonien. Seine Familie gehörte der orthodoxen Konfession an, jedoch wandte sich Qiriazi nach gründlichen Überlegungen sowie einer persönlichen Glaubenserfahrung am 18. August 1877 dem protestantischen Glauben zu. Am 24. März 1890 heiratete er Athina Mikelidhi, die Tochter eines protestantischen Pastors in Thessaloniki. Seine Frau starb am 24. Dezember 1891, kurz nach der Geburt ihres Sohnes Stefan.
Qiriazi studierte ab 1878 am Amerikanischen Theologischen Institut in Samokow und schloss sein Studium 1882 mit ausgezeichnetem Erfolg ab. 1883 begann er seine Tätigkeit als Prediger und Evangelist in von Albanern bewohnten Gebieten. Am 14. Mai 1883 übersiedelte Gjerasim Qiriazi erstmalig nach Korça und begann, christliche Literatur in die albanische Sprache zu übersetzen und zu verteilen: Er schrieb erste Kirchenlieder auf Albanisch und predigte in albanischer Sprache. Durch seine umfassenden Tätigkeiten im Blick auf die Verwendung der albanischen Sprache entwickelte sich Qiriazi zu einer bedeutenden Person der albanischen Nationalbewegung Rilindja. Dadurch handelte er sich zum Teil erbitterten Widerstand durch die Behörden des Osmanischen Reiches ein, welche die albanischen nationalen Bestrebungen unterdrückte, sowie auch durch die griechisch-orthodoxe Kirche, welche mit der Verwendung der griechischen Sprache die Hellenisierung des südalbanischen Raumes voranzutreiben suchte.
Am 8. Juni 1884 hielt Qiriazi den ersten albanischen Gottesdienst in der Evangelischen Kirche in Thessaloniki, zwei Wochen später organisierte er den ersten albanischen Gottesdienst in der Evangelischen Kirche in Manastir. 1887 gründete Gjerasim Qiriazi die erste albanischsprachige Schule in Korça. Sein Anliegen, die Verwendung der albanischen Sprache zu fördern, führte ihn zur Übersetzung des Matthäus-Evangeliums ins Albanische, welche daraufhin veröffentlicht wurde. Im darauffolgenden Jahr begann er auf Anraten seines Freundes Naim Frashëri mit Vorbereitung und Druck der ersten fünf Bücher der Bibel in albanischer Sprache als Schultexte für den Unterricht in albanischen Schulen. Für diese Tätigkeiten gewann er Unterstützung etlicher namhafter Mitglieder diverser Gesellschaften für Auslandsalbaner, wie beispielsweise von Pandeli Sotiri, Nikolla Naço, Abdyl Frashëri, Sami Frashëri, Mihal Grameno und Kristo Dako.
Der erste protestantische Gottesdienst in Korça am 11. Mai 1890 wurde von mehr als 400 Personen besucht. Zwei Jahre später plante Gjerasim gemeinsam mit seiner Schwester Sevastia Qiriazi in Korça die erste albanische Schule für Mädchen. Am 14. November 1892 begründete Qiriazi die Evangelische Kirche in Korça sowie die Albanische Evangelische Allianz („Vëllazëria Ungjillore Shqiptare“), welche bis heute als Teil der weltweiten Evangelischen Allianz besteht. Im gleichen Jahr begann Qiriazi mit der Herausgabe der Zeitung „Letra e Vëllazërisë“.
Wegen seines Einsatzes für die albanische Sprache wurde er angefeindet. Qirazi überstand mehrere Attentate sowie eine mehrmonatige Entführung. Am 2. Januar 1894 starb Gjerasim Qiriazi im Alter von 35 Jahren an Tuberkulose.

## Nachwirken
Die erste albanische Schule für Mädchen in Korça wurde von Gjerasims Schwester Sevastia weitergeführt. Eine Sammlung vieler von Qiriazi geschriebenen Gedichte und Lieder wurde 1903 als gesammeltes Werk unter dem Titel „Kristomaci“ publiziert. Auf Befehl von König Zogu I. wurden 1933 sämtliche evangelisch geführten, albanischen Schulen untersagt. Im Jahr 1992, exakt hundert Jahre nach Gründung der Albanischen Evangelischen Allianz, wurde deren Neugründung gefeiert.

## Würdigung
1987 wurde Gjerasim Qiriazi mit dem Titel „Lehrer des Volkes“ (Mësues i Popullit) gewürdigt. 1992 erhielt er den „Freiheitsorden erster Klasse“ (Urdhëri i Lirisë së Klasit të Parë).